# 维伦多夫的维纳斯
维伦多夫的维纳斯（德語：Venus von Willendorf）是一尊高11.1（4.4英寸）的维纳斯小像，制作于距今25,000至30,000年之前。此塑像由考古学家约瑟夫·松鲍蒂、胡戈·奥伯迈尔和约瑟夫·拜尔于1908年8月7日在下奧地利瓦豪的维伦多夫附近的一处旧石器时代遗址进行考古工作时，由一位名叫约翰·韦兰（或名曰约瑟夫·维拉姆）的工人发现的。该塑像的原材料为来自其它地方的鮞粒石灰岩，并且还曾用赭石进行过染色。目前这尊雕像已被維也納自然史博物馆收藏。

## 年代测定
这尊塑像可能和33,000年至20,000年前旧石器时代晚期的格拉维特工艺有关。根据对出土处周围土层进行碳十四检定可知此雕像大约是在25,000年前被埋在土里的。

## 象征意义及用途

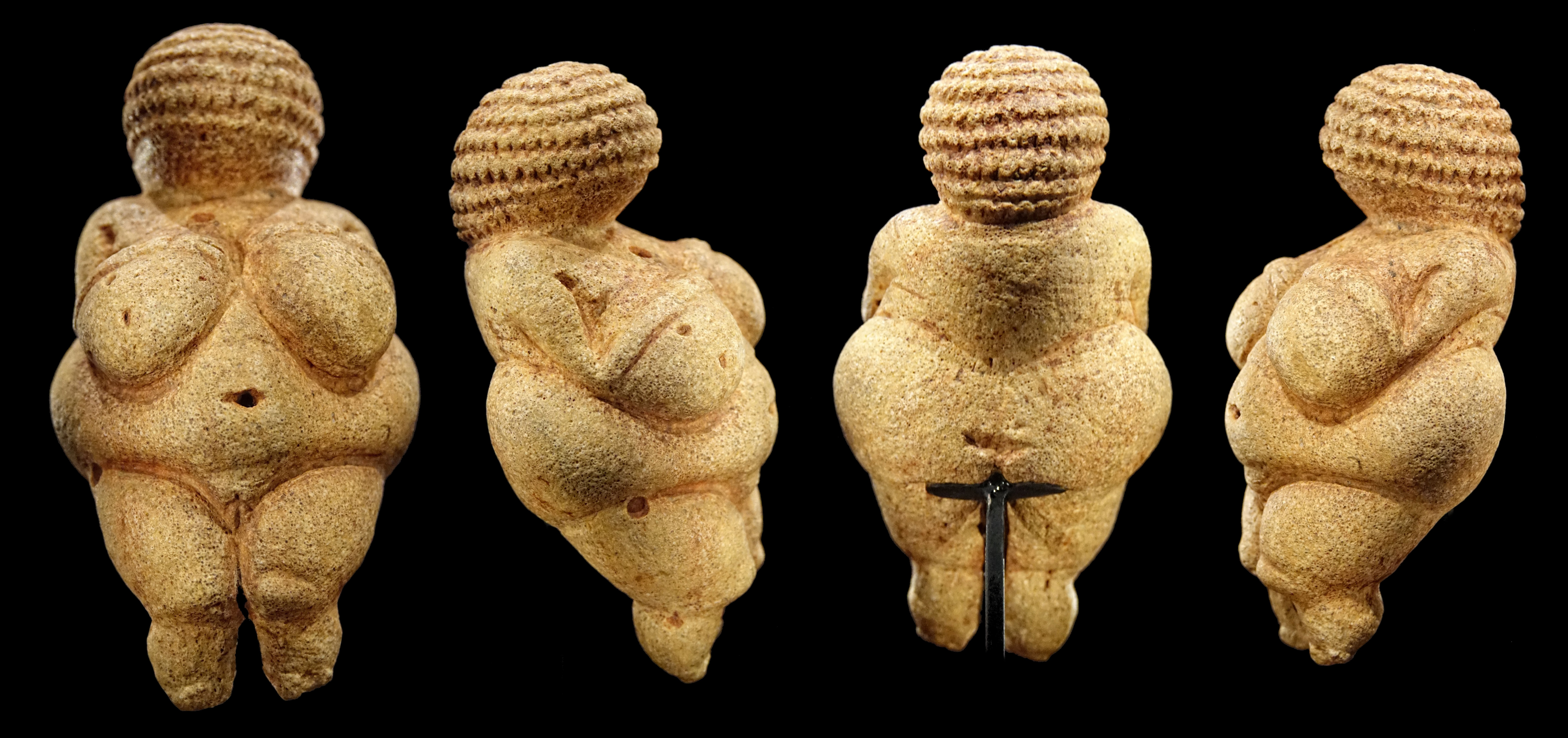
从四个方向观看这尊雕像

早在19世纪至20世纪初期，就有很多类似的塑像出土。这种雕像在考古学上被称为“维纳斯”像，由于其夸张的女性特征而被很多人认为是掌管生育的神像，即地母神。不过由于这个塑像比罗马神话中的维纳斯早了数万年，因此很多考古学家拒绝称其为“维伦多夫的维纳斯”，而是称其为“维伦多夫的女人”或“来自维伦多夫的女人”。
目前人们对这个雕像的起源、制作方式以及文化意涵知之甚少，只知它属于欧洲旧石器时代晚期，是众多保存至今的维纳斯小像之一。其用途也引发了广泛猜测。这座塑像没有脚，无法独自竖立在地面上，但可以插在松软的泥土地上。由于这个雕像和生殖相关的身体部位非常突出，因此有研究人员相信她就是掌管生育的女神。此塑像無臉，头顶的条带状物体可能是辫子抑或是头饰。
研究人员凯瑟琳·麦考德和勒罗伊·麦克德莫特认为，这尊雕像是当时的女性以自己身体为样本创作。由于当时没有镜子，创作只能通过低头观察自己的身体进行创作，因此身体比例非常夸张，而塑像缺乏面部器官也是基于同样的原因；另一位研究人员迈克尔·S·
比森则驳斥了这种说法，他认为旧石器时期的人类完全可以将随处可见的水池或水坑当作镜子。

## 石料来源
根据2022年的一项研究显示，这个塑像的石料有可能来自意大利的加尔达湖畔，也有可能来自远在1600公里外的乌克兰东部地区。虽然从统计学上讲前者概率更高，但后者的周边地带曾出土过不少风格相似的雕像。不过无论真实情况如何，都可以说明旧石器时期的人类有很高的流动性。